# Gynacantha subinterrupta
Gynacantha subinterrupta – gatunek ważki z rodziny żagnicowatych (Aeshnidae). Występuje w południowej i południowo-wschodniej Azji.
W 2023 roku, w oparciu o badania genetyczne, z G. subinterrupta został zsynonimizowany uznawany dotąd za osobny gatunek takson G. hyalina, opisany w 1882 roku przez Selysa, w związku z czym zasięg G. subinterrupta poszerzył się o Filipiny i Tajwan.